# Inmigración chilena en México
Los inmigrantes chilenos constituyen una pequeña comunidad extranjera de sudamericanos en territorio mexicano. Los chilenos se han concentrado principalmente en la Ciudad de México, y en algunas ciudades como Guadalajara, Puebla y Monterrey. No son una comunidad de reciente arribo dentro del territorio mexicano, desde que México se consolida como nación independiente durante el siglo XIX, la zona litoral del Pacífico mexicano fue punto de contacto y de asentamiento debido a que eran principalmente marineros o gente de campo que trabajaban en los viñedos de la península de Baja California.
La comunidad chilena de México difiere en mucho de otras comunidades sudamericanas, ya que sobresale el alto grado educativo de muchos chilenos residentes y nacionalizados. De acuerdo con el censo 2020 del INEGI, en México residen 6.532 ciudadanos chilenos.

## Historia
Los primeros sudamericanos que llegaron al México independiente provenían de Chile y Perú, quienes pasaban por el puerto de Acapulco y Puerto Ángel, para comprar provisiones, durante el auge de la fiebre del oro de California, a mediados del siglo XIX. Algunos migrantes chilenos y peruanos se quedaron y echaron raíces culturares entre las poblaciones costeñas del Pacífico sur mexicano.
En el verano de 1849, cientos de chilenos fueron engañados por filibusteros estadounidenses con el fin de tener alianzas para poder invadir al puerto de Guaymas, en los intentos de fundar la República de Sonora. Los chilenos fueron llevados a los campamentos, pero el ejército mexicano atacó los barcos chilenos y asesinó a muchos inmigrantes acusados de apoyar a separatistas.

### El asilo político
Luego del golpe de Estado de 1973 que derrocó al presidente Salvador Allende, numerosos chilenos partieron al exilio durante la dictadura militar de Pinochet en busca de asilo político en México, sumándose así a los miles de uruguayos, argentinos y peruanos que huían de persecuciones políticas llevadas a cabo por sus respectivos gobiernos dictatoriales. Durante esta época se produjo el mayor flujo migratorio histórico desde Chile hacia México. Los centros educativos de nivel superior de México sirvieron de plataforma para resguardar inicialmente su llegada y posterior estancia dentro del país.
Muchos de los chilenos que buscaron asilo político, se han afincado de manera permanente en el país, encontrando en el mismo mejores expectativas de vida para poder seguir adelante con negocios y empleos que les han permitido mantener un estándar de vida mucho mejor que otros inmigrantes latinoamericanos, asimismo la calidez de la gente del país les ha permitido convivir pacíficamente y en total armonía, algunos contrayendo matrimonio y teniendo familias de éxito y otros que simplemente les encantó todo lo relativo a México y decidieron afincarse de manera definitiva. Sin duda alguna se está ante un ejemplo de convivencia entre emigrantes y locales único.

## Cultura chilena en México

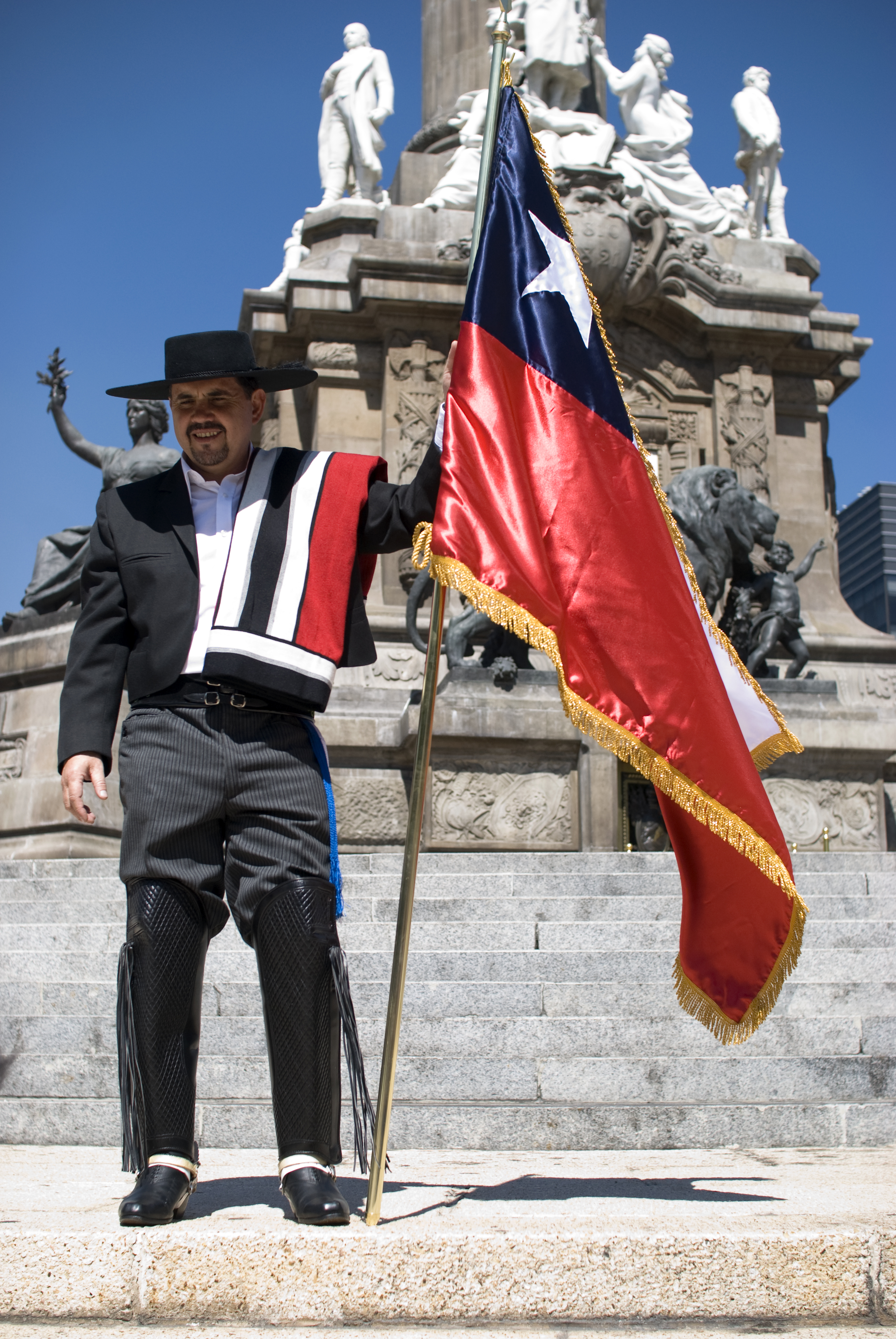
Chilenos en la Ciudad de México.

Indudablemente una de las aportaciones culturales de Chile en suelo mexicano es la chilena tradición folclórica, artística e innovadora del marinero sudamericano que se expresa y se enseña en muchos espacios guerrerenses y oaxaqueños influidos fuertemente por esta comunidad que arribó durante y después de la independencia española.
Ambos países tienen en el mismo mes, septiembre, su aniversario de Independencia, siendo un lazo importante entre ambas naciones y un motivo de reunión de la colonia chilena en México, donde comparten con la sociedad mexicana sus costumbres y tradiciones relacionadas con la celebración de sus Fiestas Patrias. 
Aunque ambos países tienen una industria minera distinta, la han desarrollado a un nivel que le permite ser rentable y competitiva en los mercados extranjeros, realizando un intercambio comercial bilateral principalmente de cobre chileno y molibdeno mexicano.

## La nueva ola de inmigración

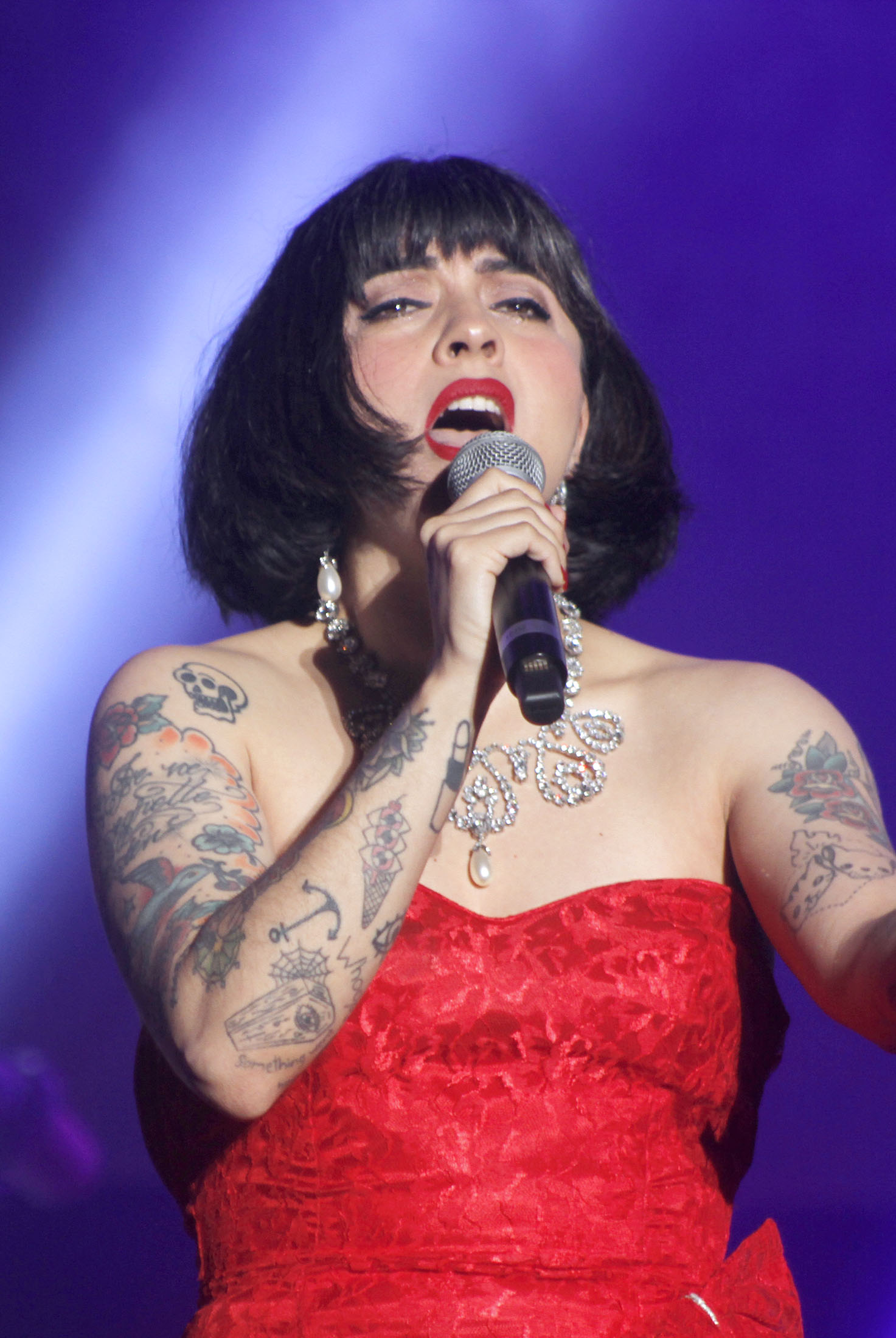
Mon Laferte cantante chilena naturalizada mexicana.

Hoy en día la comunidad chilena residente de México es una de las comunidades más numerosas de extranjeros. La presencia de los chilenos es notoria principalmente en grandes centros urbanos del país como deportistas, académicos, investigadores, empresarios y artistas; también destacan los chilenos que residen por razones conyugales (contraer matrimonio con un ciudadano de nacionalidad mexicana), así como estudiantes y profesionales que realizan actividades temporales en el país por plazos no superiores a los tres años, dándole una constante renovación a la colonia chilena residente. Del mismo modo, han llegado trabajadores de empresas chilenas establecidas en México, como MASISA,  LATAM Cargo México y Sodimac.
Además en el ámbito tecnológico y de transporte se puede mencionar que ambos países comparten en sus capitales un sistema de metro en común el cual fue instalado por un consorcio francés ya que el Metro de Santiago y el Metro de la Ciudad de México Tienen un sistema de trenes con neumáticos de caucho ambos de tecnología Alstom, en los 80s cuando ocurrió un atentado en Santiago a manos del FPMR, Concarril construyó para Chile un tren NS88 de 5 coches para reemplazar el tren siniestrado, asimismo ambas empresas paraestatales de transporte comparten conocimientos y estrategias para optimizar sus sistemas e inclusive CAF, quien fuese Ganador de una licitación en Santiago diseñó el Tren NS2007 con semejanzas al NM02 Mexicano.
| 1895 | 111   |
| 1900 | 111   |
| 1910 | 161   |
| 1921 | 164   |
| 1930 | 145   |
| 1970 | 845   |
| 1980 | 3.343 |
| 1990 | 2.501 |
| 2000 | 3.848 |
| 2010 | 5.267 |
| 2020 | 6.532 |

Fuente: Estadísticas históricas de México 2009 y Censo de Población y Vivienda 2010